# Apharitis transcaspica
Apharitis transcaspica är en fjärilsart som beskrevs av Otto Staudinger 1901. Apharitis transcaspica ingår i släktet Apharitis och familjen juvelvingar. Inga underarter finns listade i Catalogue of Life.